# صاروخ اندماجي

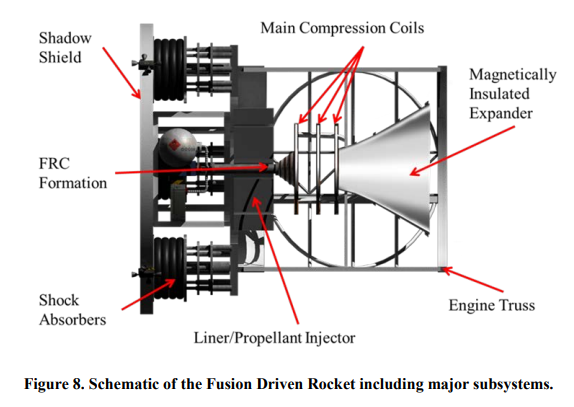
رسم توضيحي لمحرك إندماجي يدفع صاروخ ، من NASA.

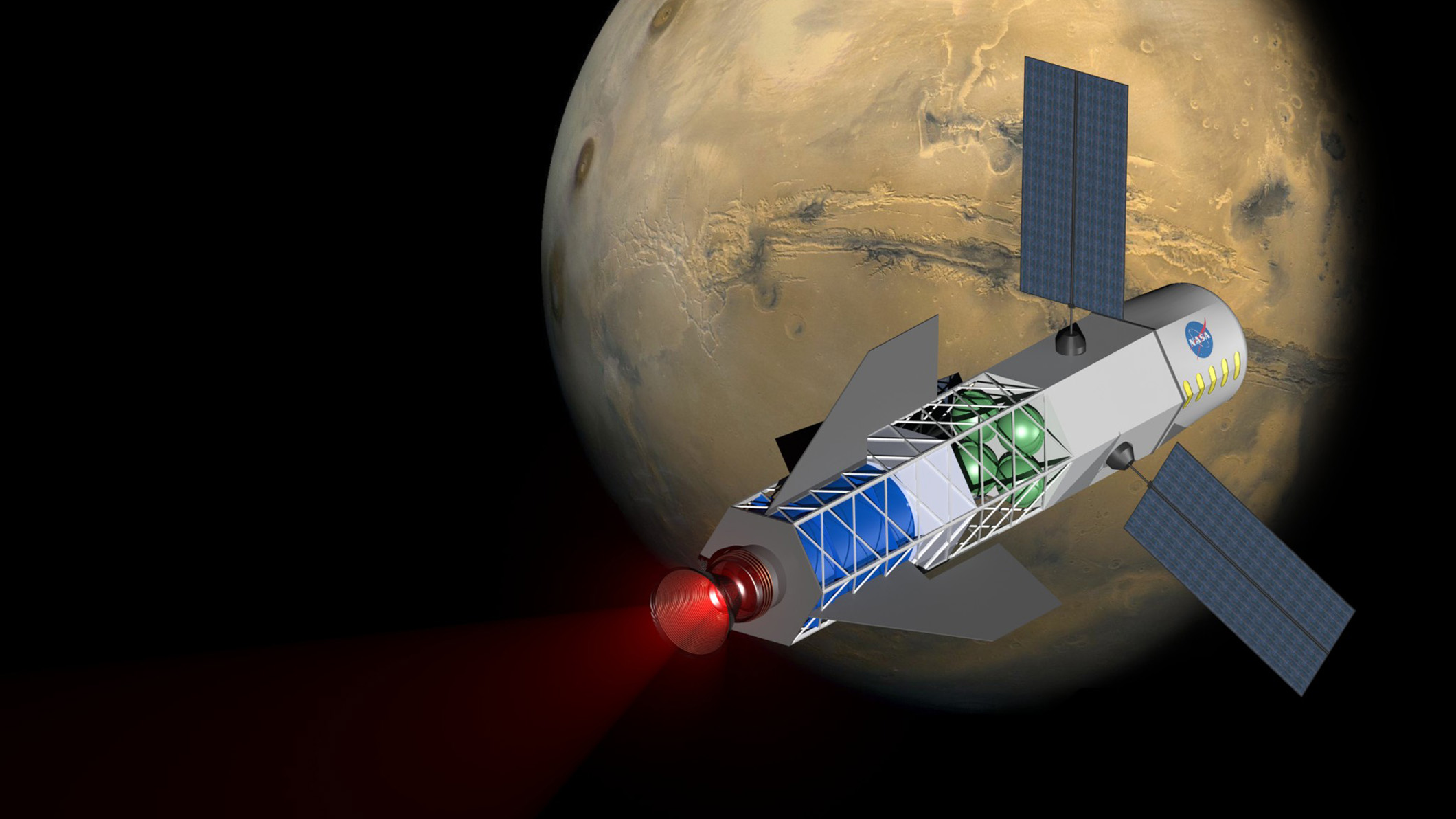

الصاروخ الاندماجي (بالإنجليزية: Fusion rocket)‏ هو تصميم نظري لصاروخ يعمل بالدفع النووي الاندماجي الذي يمكن أن ينتج تسارعًا طويل الأمد ذا كفاءة عالية في الفضاء دون الحاجة إلى حمل كميات كبيرة من الوقود. يعتمد هذا التصميم على تطوير تقنيات طاقة نووية اندماجية تفوق قدراتنا الحالية، وعلى تصميم صواريخ أضخم من أي مركبة فضائية حالية وأكثر تعقيدًا منها. يمكن أن تكون المفاعلات الصغيرة والخفيفة متاحةً في المستقبل عند ابتكار وسائل أكثر تطورًا للتحكم في الحصر المغناطيسي ولمنع عدم اسقرار البلازما. يمكن أن يقدم الاندماج بحصر القصور الذاتي بدائل أخف وأصغر في الحجم، مثل المحرك الاندماجي الذي يعتمد على تشكيل المجال المعكوس. تستخدم طريقة دفع النبضة النووية الاندماجية أيضًا الطاقة الاندماجية لإنتاج قوة  الدفع الخاصة بالصواريخ.
تعتبر الفائدة الرئيسية للدفع الاندماجي، في حالة الرحلات الفضائية، إنتاجه للاندفاع النوعي شديد القوة، ولكن العيب الرئيسي لهذه الطريقة هو ارتفاع كتلة المفاعل. ومع ذلك، يمكن أن ينتج الصاروخ الاندماجي إشعاعًا أقل من الصاروخ النووي الانشطاري، ما يقلل من الكتلة اللازمة للحماية من الإشعاع. تعتبر الطريقة الأكيدة لبناء الصاروخ الاندماجي بالتقنيات الموجودة حاليًا هي استخدام طريقة القنابل الهيدروجينية المتحكم فيها ، طبقًا لما هو مُقترح بمشروع أوريون، ولكن ستكون هذه المركبة الفضائية ضخمةً، وتمنع معاهدة الحظر الجزئي للتجارب النووية استخدام القنابل النووية. ولهذا، يعتبر استخدام القنابل النووية لدفع الصواريخ على الأرض أمرًا صعبًا، ولكنه مُتاح في الفضاء نظريًا. ويعتبر الدفع الكهربائي، مثل المحركات الأيونية، طريقةً بديلةً مع استخدام الطاقة الاندماجية في توليد الطاقة الكهربية بدلًا من استخدامها في الدفع المباشر.

## توليد الكهرباء في مقابل الدفع المباشر
تحتاج العديد من وسائل دفع المركبات الفضائية، مثل المحركات الأيونية، الى طاقة كهربائية لتعمل، ولكنها ستكون عالية الكفاءة. وفي بعض الحالات، تكون قوة الدفع القصوى لهذه الوسائل محدودةً بواسطة كمية الطاقة الكهربائية التي يمكن توليدها، كما هو الحال في المسترجم مثلًا. يمكن أن يُثبَّت المولد الكهربائي الذي يعمل بالطاقة النووية الاندماجية بالمركبة الفضائية ليتولى مهمة دفعها وحده. تعتبر حاجة الإنتاج التقليدي للكهرباء المشتت طاقة منخفض الحرارة أحد عيوب هذه الطريقة، لصعوبة استخدامه بالمركبات الفضائية بسبب ثقل كتلته.
توجد طريقة أخرى ممكنة وجيّدة، وهي أن نوجه ببساطة عوادم ناتج التفاعل النووي الاندماجي إلى الخارج من مؤخرة الصاروخ لإنتاج قوة الدفع مباشرةً دون الحاجة إلى مرحلة وسطى لتوليد الطاقة الكهربائية. ويمكن أن تكون هذه الطريقة أسهل في بعض مخططات حصر البلازما، مثل المرايا المغناطيسية، أسهل من أفكار أخرى، مثل مفاعلات توكاماك. وتُفضِّل هذه الطريقة أيضًا «أنواع الوقود الحديثة». اقتُرحت طريقة دفع الهيليوم-3 لتستخدم في دفع المركبات الفضائية، والتي تستخدم اندماج ذرات الهيليوم-3 ليكون مصدرًا للطاقة. يمكن أن يندمج الهيليوم-3، (وهو نظير للهيليوم-4 ) يحتوي على بروتونين ونيوترون واحد في نواته، مع الديوتيريوم في مفاعل الاندماج. ويمكن أن تستخدم الطاقة المتحررة الناتجة عن هذا التفاعل في طرد المادة الدافعة خارج مؤخرة المركبة الفضائية فتندفع المركبة الفضائية إلى الأمام. اقتُرح الهيليوم-3 بشكل رئيسي ليكون مصدرًا للطاقة في المركبات الفضائية بسبب وفرته على القمر. ويُقدِّر العلماء حاليًا وجود مليون طن من الهيليوم-3 على القمر، بسبب اصطدام الرياح الشمسية بسطح القمر، التي تشكل هذا النظير، بالإضافة إلى عناصر أخرى في التربة القمرية. يمكن أن تُستخدم 20% فقط من الطاقة الناتجة عن تفاعل D-T، أي تفاعل الديوتيريوم مع التريتيوم (وهما  نظيران ثقيلان للهيدروجين) . في هذه الطريقة؛ تتحرر بقية الطاقة البالغة نسبتها 80% على صورة نيوترونات، والتي يصعب استخدامها في الدفع؛ لأنه لا يمكن توجيهها بالمجالات المغناطيسية أو بالحوائط الصلبة لكونها متعادلة الشحنة.  يُنتج الهيليوم-3 أيضًا من خلال تحلل بيتا للتريتيوم (هيدروجين-3)، والذي يمكن بدوره أن يُنتج من الديوتيريوم، أو الليثيوم، أو البورون.
حتى إذا تعذر إنتاج المفاعل النووي الاندماجي القائم بذاته، سيكون من الممكن استخدام التفاعل النووي الاندماجي في تعزيز كفاءة أنظمة الدفع الأخرى، مثل محركات صاروخ البلازما المغناطيسية ذي الاندفاع النوعي المتغير (فاسيمر).

## اقرأ أيضا
- صاروخ البلازما المغناطيسية متغير الاندفاع النوعي